# Lithobates tarahumarae
La rana tarahumara, también conocida como rana cuajo o rana de tara (Lithobates tarahumarae) es una especie de anfibio anuro de la familia Ranidae (ranas manchadas). Anteriormente se le encontraba en el sur de Arizona, en Estados Unidos; en México se distribuye en los estados de Sonora, Chihuahua y Sinaloa. Posiblemente también se distribuya en una zona más al sur del país, en la confluencia de los estados de Sinaloa, Nayarit, Jalisco, Colima, Durango y Aguascalientes. La UICN201-1 considera a la especie como vulnerable.

## Distribución geográfica
Esta especie originalmente habita:
- en los Estados Unidos en el sur de Arizona, donde ha desaparecido;
- en México en el oeste de la Sierra Madre al este de Sonora, al oeste de Chihuahua y al este de Sinaloa.[5]

Su presencia es incierta en el oeste de Durango, el norte de Jalisco y el suroeste de Aguascalientes.

## Etimología
El nombre de la especie le fue dado en referencia al lugar de su descubrimiento, la Sierra Tarahumara en el estado de Chihuahua.

## Publicación original
- Boulenger, 1917 : Description of news Frogs of the Genus Rana. Annals and Magazine of Natural History, sér. 8, vol. 20, p. 413-418[6]